# Lepidium oblongum
Lepidium oblongum là một loài thực vật có hoa trong họ Cải. Loài này được Small mô tả khoa học đầu tiên năm 1903.